# Александров, Иван Яковлевич
Иван Яковлевич Александров (17??—18??) — русский военачальник, генерал-майор.

## Биография
Дата рождения и вступления в военную службу — неизвестны.
Чины: офицер (1790), полковник (1808), генерал-майор (1816).
В период с 03.02.1811 по 30.12.1815 (с перерывом 30.12.1815—12.01.1816) — командир Чугуевского уланского полка, проживал в Чугуеве.
На службе находился по 1826 год.
Дата смерти неизвестна.

## Награды
- Награждён орденом Св. Георгия 4-й степени (№ 3161; 26 ноября 1816).
- Также награждён другими орденами Российской империи.